# ジョージ・ランドルフ

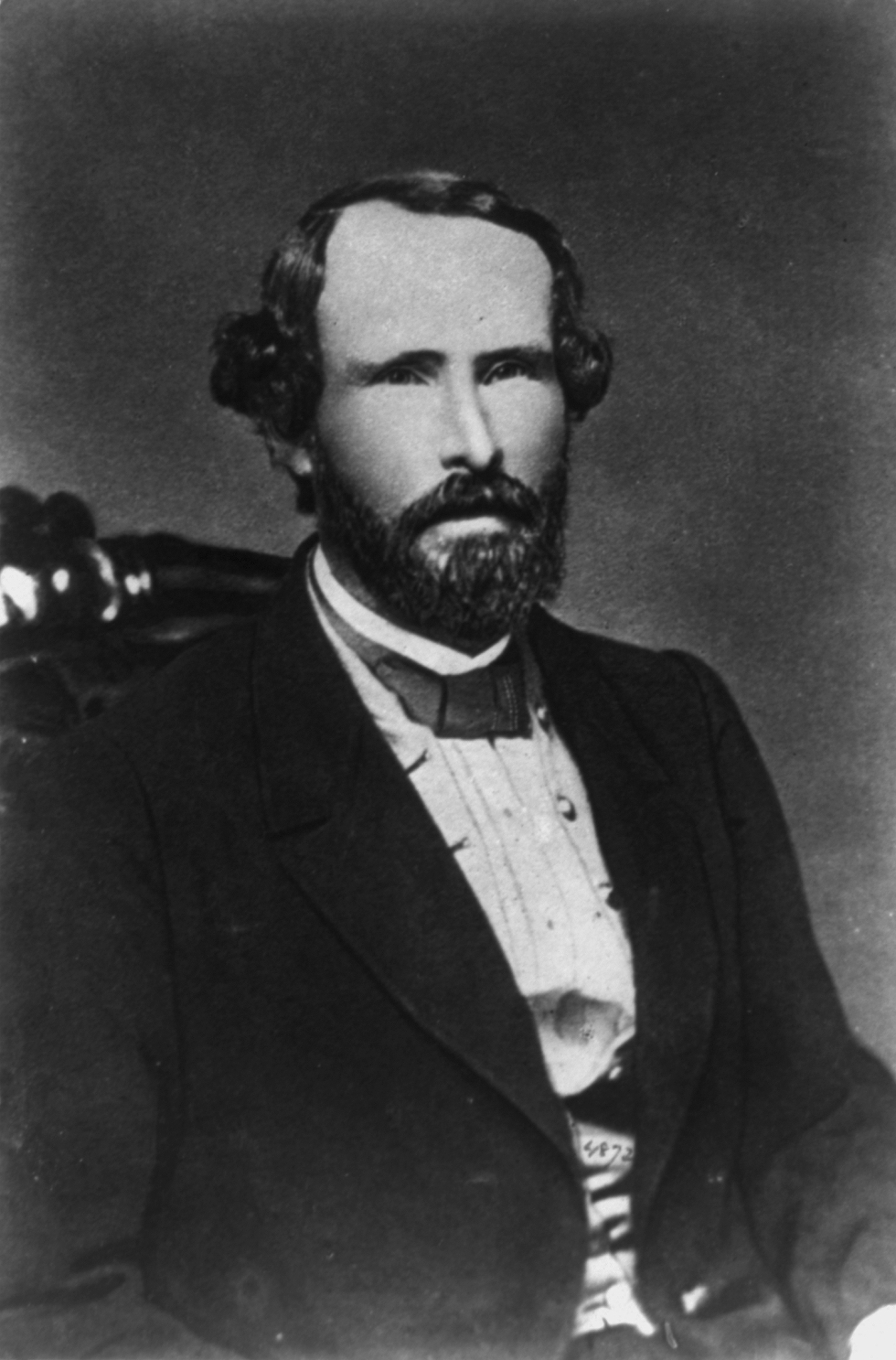
ジョージ・ランドルフ

ジョージ・ワイス・ランドルフ（George Wythe Randolph, 1818年3月10日 - 1867年4月3日）は、アメリカ合衆国の法律家、政治家、軍人。1862年3月から11月まで第3代アメリカ連合国陸軍長官を務めた。

## 生い立ちと家族
1818年、ランドルフはバージニア州シャーロッツビルのモンティチェロにおいて誕生した。父親は第21代バージニア州知事トマス・マン・ランドルフ、母親は第3代アメリカ合衆国大統領トマス・ジェファソンの長女マーサ・ワシントン・ジェファーソンであった。
ランドルフはマサチューセッツ州ケンブリッジでわずかに教育を受けた後、1831年から1837年までアメリカ合衆国海軍で海軍士官候補生として務めた。ランドルフはその後バージニア州シャーロッツビルに戻り、バージニア大学で法律を学んだ。そしてバージニア州リッチモンドに移住し、法律家となった。
1852年4月10日、ランドルフはメアリー・エリザベス・アダムズ（Mary Elizabeth Adams, 1830年 - 1871年）と結婚した。2人の間に子供は生まれなかった。

## 南北戦争
アメリカ合衆国において南北間の対立が明白となってきた1860年、ランドルフはのちにバージニア州兵の砲兵部隊として活躍した組織リッチモンド榴弾砲隊を結成した。1861年3月、ランドルフはバージニア州連邦離脱会議にリッチモンド代表として出席し、バージニア州の連邦離脱を議論した。1861年4月12日、ランドルフはウィリアム・プレストンおよびアレクサンダー・スチュアートと特別代表団を構成してワシントンD.C.を訪れ、エイブラハム・リンカーン大統領と会談した。その席でリンカーンは南部に砦を保持し続けることを表明したため、3人は4月15日にリッチモンドへ戻り、バージニア州の連邦離脱の手続きを進めた。そして4月17日、バージニア州は連邦を脱退し、アメリカ連合国に加盟した。ランドルフはバージニア州の連邦離脱決議において、賛成票を投じた。
ランドルフは連合国陸軍に少佐として参加した。1861年6月10日のビッグベセルの戦いに参加し、ジョン・マグルーダー大佐の下で砲兵隊長を務めた。この戦いで連合国に勝利をもたらしたランドルフは、1862年2月12日に准将に昇進した。
1862年3月18日、ランドルフはアメリカ連合国大統領ジェファーソン・デイヴィスからアメリカ連合国陸軍長官に指名され、1862年3月24日に陸軍長官に就任した。ランドルフは野戦指揮官として効果的な戦略調整を行ったが、デイヴィス大統領はランドルフが大統領承認なしに行動したことを憤慨した。ランドルフはこの問題をきっかけとして、1862年11月17日に陸軍長官を辞任した。

## 晩年
陸軍長官退任後、結核に冒されていることが判明したランドルフは、治療法を見つけるためにヨーロッパへと渡った。だが有効な治療法を見つけることはできず、南北戦争終戦後の1865年にバージニア州へ帰国した。そして1867年4月3日、ランドルフはバージニア州アルベマール郡のエッジヒルにおいて、肺炎によって死去した。ランドルフの遺体はバージニア州シャーロッツビルのモンティチェロにある一族の墓地に埋葬された。